# Влахович (Глина)
Влахович (хорв. Vlahović) — населений пункт у Хорватії, у Сисацько-Мославинській жупанії у складі міста Глина.

## Населення
Населення за даними перепису 2011 року становило 73 осіб.
Динаміка чисельності населення поселення:

## Клімат
Середня річна температура становить 10,70 °C, середня максимальна – 25,31 °C, а середня мінімальна – -6,58 °C. Середня річна кількість опадів – 1021 мм.
| Клімат поселення                              | Клімат поселення | Клімат поселення | Клімат поселення | Клімат поселення | Клімат поселення | Клімат поселення | Клімат поселення | Клімат поселення | Клімат поселення | Клімат поселення | Клімат поселення | Клімат поселення | Клімат поселення |
| Показник                                      | Січ.             | Лют.             | Бер.             | Квіт.            | Трав.            | Черв.            | Лип.             | Серп.            | Вер.             | Жовт.            | Лист.            | Груд.            |                  |
| Середній максимум, °C                         | 6,78             | 8,94             | 13,40            | 17,68            | 22,14            | 25,31            | 24,44            | 23,75            | 20,24            | 15,30            | 9,64             | 5,38             |                  |
| Середня температура, °C                       | 0,12             | 2,26             | 6,74             | 11,00            | 15,48            | 18,65            | 20,35            | 19,66            | 16,15            | 11,20            | 5,55             | 1,28             |                  |
| Середній мінімум, °C                          | −6,58            | −4,42            | 0,08             | 4,32             | 8,80             | 11,97            | 16,26            | 15,57            | 12,06            | 7,10             | 1,45             | −2,81            |                  |
| Норма опадів, мм                              | 63               | 62               | 71               | 85               | 88               | 96               | 90               | 92               | 94               | 97               | 103              | 80               |                  |
| Середньомісячна швидкість вітру, м/с          | 1.68             | 1.82             | 2.21             | 2.11             | 1.94             | 1.80             | 1.72             | 1.60             | 1.59             | 1.65             | 1.71             | 1.74             |                  |
| Середньомісячна сонячна радіація, кДж/м²·день | 4302             | 7074             | 10688            | 15161            | 19381            | 21484            | 22580            | 19501            | 14443            | 9017             | 4787             | 3540             |                  |
| --------------------------------------------- | ---------------- | ---------------- | ---------------- | ---------------- | ---------------- | ---------------- | ---------------- | ---------------- | ---------------- | ---------------- | ---------------- | ---------------- | ---------------- |
| Джерело:                                      |                  |                  |                  |                  |                  |                  |                  |                  |                  |                  |                  |                  |                  |